# Бухарестский мирный договор (1812)
Бухарестский мирный договор 1812 года — договор между Российской и Османской империями, завершивший Русско-турецкую войну 1806—1812 годов. Договор был подписан 16 (28) мая 1812 года в Бухаресте со стороны России главным уполномоченным Михаилом Илларионовичем Голенищевым-Кутузовым, со стороны Турции Ахмедом-пашой.

## История
Переговоры о мире были начаты ещё в октябре 1811 года в Журжеве, после поражения главных сил Турции под Рущуком (сегодня Русе, Болгария) и окружения их большей части у Слободзеи. Уполномоченный султана Галип-эфенди, а также английские и французские дипломаты стремились всеми возможными способами затянуть переговоры, однако Кутузов добился завершения их за месяц до начала нашествия Наполеона на Россию. Благодаря этому договору была обеспечена безопасность юго-западных границ России, и Турция уже не могла принять участие в походе Наполеона против России. Это была крупная военная и дипломатическая победа, улучшившая стратегическую обстановку для России к началу Отечественной войны 1812 года. Дунайская армия могла быть переброшена для усиления войск, прикрывавших западные границы России. Турция также вышла из союза с Францией.
Бухарестский мирный договор состоял из 16 гласных и двух секретных статей.
Согласно четвёртой статье Порта уступала России восточную часть Молдавского княжества — территорию Пруто-Днестровского междуречья, которая позже стала называться Бессарабией. Остальная часть княжества осталась под турецким господством. Граница между Россией и Портой была установлена по реке Прут.
Шестая статья обязывала Россию возвратить Порте все пункты на Кавказе, «оружием… завоёванные». Турции были возвращены Анапа, Поти и Ахалкалаки, а Сухуми и другие пункты, приобретённые Россией в результате добровольного перехода в русское подданство владетелей Западной Грузии, остались в составе России.
Россия впервые получила морские базы на Кавказском побережье Чёрного моря. Также Бухарестский договор обеспечивал привилегии Дунайских княжеств и внутреннее самоуправление Сербии, положившее начало её полной независимости. Основные положения договора были подтверждены 25 сентября (7 октября) 1826 года Аккерманской конвенцией.
После заключения Бухарестского мира был издан манифест о выводе войск из запрутской Молдавии и закреплении права на распоряжение имуществом сроком на один год, в течение которого жители с обоих берегов Прута могли свободно переселяться по собственному желанию на турецкую и русскую территорию и продавать свою собственность. В этот год последовало много продаж и обменов поместий.
Последующее развитие двух частей Молдавского княжества после 1812 года в различной политической, социально-экономической и культурной среде предопределило их разные исторические судьбы.